# Одисхајм
Одисхајм (њем. Odisheim) општина је у њемачкој савезној држави Доња Саксонија. Једно је од 57 општинских средишта округа Куксхафен. Према процјени из 2010. у општини је живјело 572 становника. Посједује регионалну шифру (AGS) 3352043.

## Географски и демографски подаци
Одисхајм се налази у савезној држави Доња Саксонија у округу Куксхафен. Општина се налази на надморској висини од 2 метра. Површина општине износи 13,5 km². У самом мјесту је, према процјени из 2010. године, живјело 572 становника. Просјечна густина становништва износи 42 становника/km².